# Corquoy
Corquoy és un municipi francès, situat al departament de Cher i a la regió de Centre – Vall del Loira. L'any 2007 tenia 235 habitants.

## Demografia

### Població
El 2007 la població de fet de Corquoy era de 235 persones. Hi havia 108 famílies, de les quals 36 eren unipersonals (24 homes vivint sols i 12 dones vivint soles), 32 parelles sense fills, 28 parelles amb fills i 12 famílies monoparentals amb fills.
La població ha evolucionat segons el següent gràfic:
Habitants censats

### Habitatges
El 2007 hi havia 153 habitatges, 105 eren l'habitatge principal de la família, 32 eren segones residències i 15 estaven desocupats. 150 eren cases i 1 era un apartament. Dels 105 habitatges principals, 84 estaven ocupats pels seus propietaris, 18 estaven llogats i ocupats pels llogaters i 3 estaven cedits a títol gratuït; 3 tenien una cambra, 14 en tenien dues, 19 en tenien tres, 31 en tenien quatre i 38 en tenien cinc o més. 72 habitatges disposaven pel capbaix d'una plaça de pàrquing. A 48 habitatges hi havia un automòbil i a 49 n'hi havia dos o més.

### Piràmide de població
La piràmide de població per edats i sexe el 2009 era:
| Homes | Edats   | Dones |
| ----- | ------- | ----- |
| 0     | 95 o +  | 0     |
| 0     | 90 a 94 | 4     |
| 0     | 85 a 89 | 0     |
| 0     | 80 a 84 | 0     |
| 4     | 75 a 79 | 4     |
| 8     | 70 a 74 | 16    |
| 4     | 65 a 69 | 12    |
| 8     | 60 a 64 | 4     |
| 4     | 55 a 59 | 0     |
| 4     | 50 a 54 | 8     |
| 8     | 45 a 49 | 4     |
| 16    | 40 a 44 | 12    |
| 0     | 35 a 39 | 4     |
| 4     | 30 a 34 | 4     |
| 16    | 25 a 29 | 8     |
| 8     | 20 a 24 | 0     |
| 0     | 15 a 19 | 4     |
| 12    | 10 a 14 | 0     |
| 0     | 5 a 9   | 0     |
| 12    | 0 a 4   | 0     |

## Economia
El 2007 la població en edat de treballar era de 142 persones, 98 eren actives i 44 eren inactives. De les 98 persones actives 89 estaven ocupades (48 homes i 41 dones) i 9 estaven aturades (4 homes i 5 dones). De les 44 persones inactives 16 estaven jubilades, 15 estaven estudiant i 13 estaven classificades com a «altres inactius».

### Ingressos
El 2009 a Corquoy hi havia 107 unitats fiscals que integraven 244 persones, la mediana anual d'ingressos fiscals per persona era de 18.782 €.

### Activitats econòmiques
Dels 8 establiments que hi havia el 2007, 1 era d'una empresa alimentària, 3 d'empreses de construcció, 1 d'una empresa de comerç i reparació d'automòbils, 1 d'una empresa de transport, 1 d'una empresa d'hostatgeria i restauració i 1 d'una empresa classificada com a «altres activitats de serveis».
Dels 4 establiments de servei als particulars que hi havia el 2009, 1 era una fusteria, 2 lampisteries i 1 restaurant.
L'any 2000 a Corquoy hi havia 9 explotacions agrícoles que ocupaven un total de 1.002 hectàrees.

## Poblacions més properes
El següent diagrama mostra les poblacions més properes.